# Río Negro (Guaraque)
Pour les articles homonymes, voir Río Negro.
Río Negro est l'une des trois divisions territoriales et statistiques dont l'une des deux paroisses civiles de la municipalité de Guaraque dans l'État de Mérida au Venezuela. Sa capitale est Río Negro.